# Tanaorhinus kina
Tanaorhinus kina là một loài bướm đêm trong họ Geometridae.

## Hình ảnh

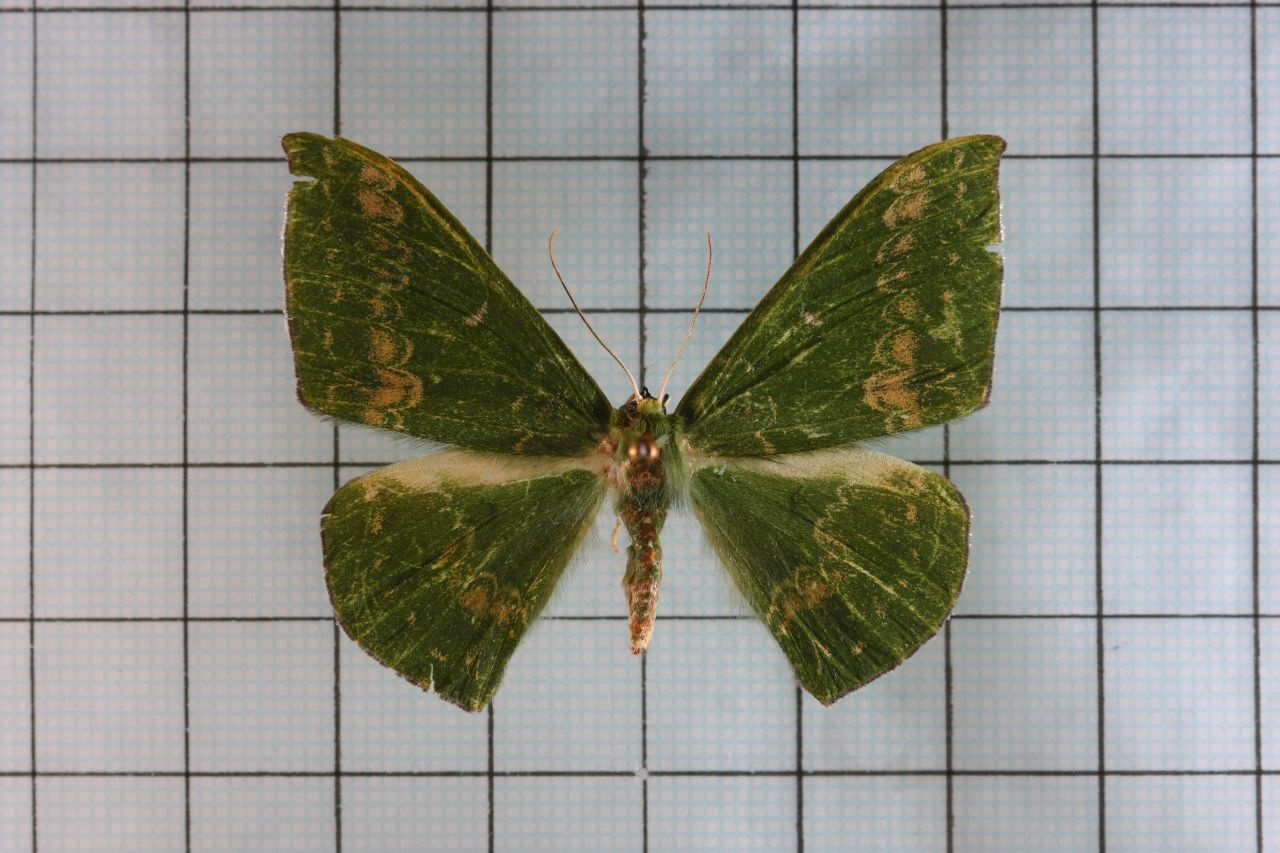
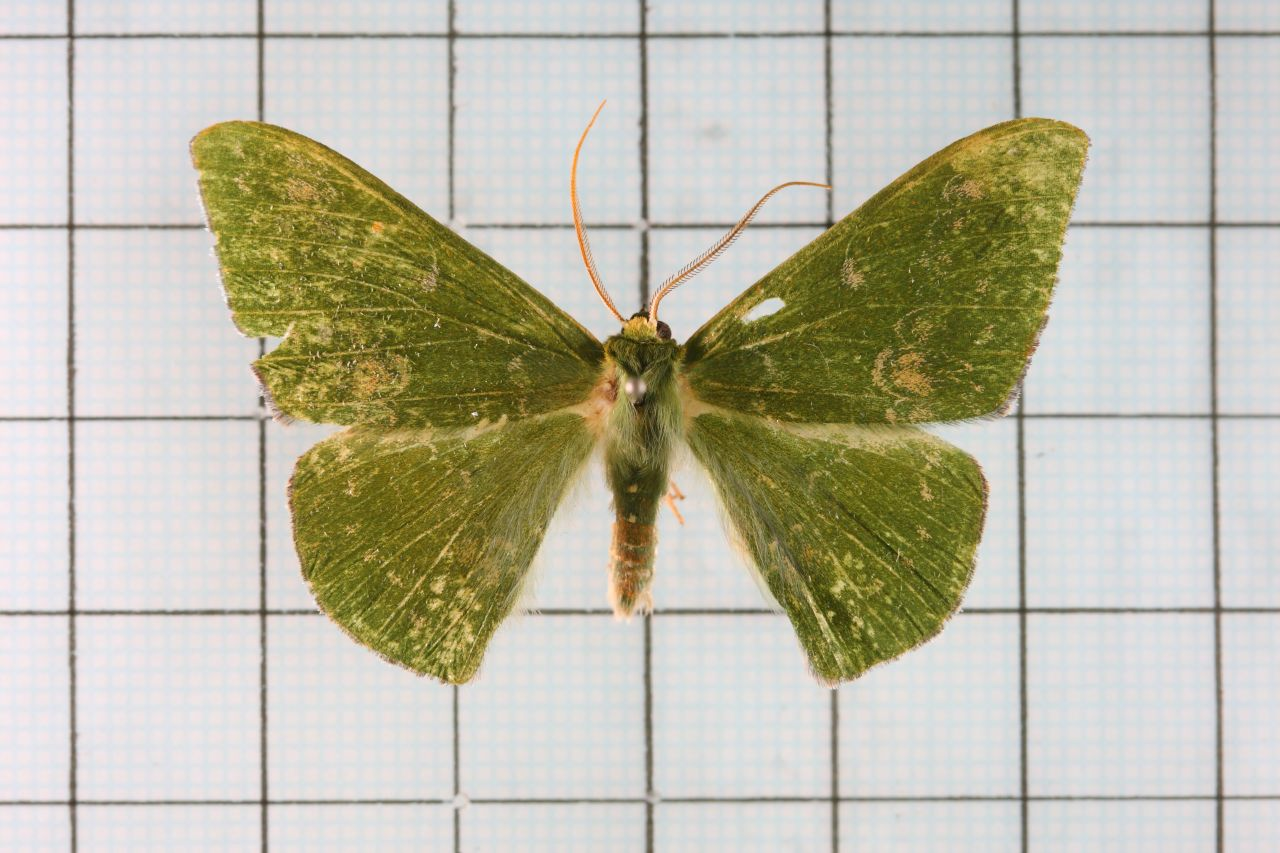